# 役 (麻雀)
| \| 御案内 \| |
| 本稿では麻雀における「役という概念そのもの」について概説しています。役の一覧、ローカル役、役の複合について下記のページをご参照ください。 - 麻雀の役一覧 - 麻雀のローカル役 - 麻雀の役の複合 個々の役の詳細については本稿のページ最下部にあるテンプレートから御参照になれます。 |
| 御案内 |

麻雀における役（やく）とは、和了（ホーラ）した時の手牌の特定のパターン、及び、和了した時の特定の状況のことである。日本麻雀の一般的なルールには、40種類ほどの役が採用されている。

## 概要
一般的に、和了したときの手牌の構成（組合わせ）が特定のパターンを満たす場合に、役が成立する。なお、ここでいう手牌には副露した牌なども含める。
また、手牌の構成とは無関係に、和了の状況（ないしはコンテクスト）によって成立する役もある。
あがり役の一覧については「麻雀の役一覧」を参照のこと。
ローカルルールの役については「麻雀のローカル役」を参照のこと。

## 飜 / 翻
個々の役には、それぞれ固有の価値（ランク）が定められている。役の価値（ランク）を飜（ファン、ハン）という単位で表す。飜の字に換えて翻と表記することも多いが、意味は同じである[註]。
複数の役が同時に成立（複合）している場合、得点計算において、すべての役の飜数を合計する。この合計飜数が高いほど、得点も高くなる。詳細は麻雀の得点計算を参照のこと。
なお、難易度の高い一部の役は役満（やくまん）と呼ばれ、飜数による評価は行わない。詳細は「役満貫」を参照のこと。

### 食い下がり
門前でない（副露している）場合には、一部の役について飜数を1つ下げる、あるいは役の成立を認めない（副露すると消滅する役には門前清自摸和、平和、一盃口、二盃口、九蓮宝燈などがある）というルールが一般的である。このうち飜数を1つ下げるのを食い下がりという。一般的なルールでは以下の役が食い下がり役である。
- 2飜 → 1飜   三色同順
- 2飜 → 1飜   一気通貫
- 2飜 → 1飜   混全帯么九（チャンタ）
- 3飜 → 2飜   純全帯么九（ジュンチャン）
- 3飜 → 2飜   混一色
- 6飜 → 5飜   清一色

### 一飜縛り
日本における一般的なルールにおいては、少なくとも1つの役が成立していないと和了することはできない。このような制約を一飜縛り（イーファンしばり、イーハンしばり）という。
また、合計で2飜以上の役が要求される場合を二飜縛り（リャンハンしばり）といい、ルールによっては、5回以上の連荘があった場合などに適用される。
なお、役の成立という条件に関して、結果的に成立していればよいとするルール（いわゆるアリアリ）と、事前に成立（あるいは確定）していなければならないとするルール（先付け）がある。
麻雀初心者がなかなか和了出来ない、チョンボ（麻雀の反則行為）をしてしまう理由の一つとして、役が出来ないと上がれない飜縛の為に役を覚える必要が有る事や、振聴のルールを理解し辛いと言う点がある。

## 役の分類
役にはさまざまなものがあるが、いくつかの特徴により分類することができる。

### 状況役
手牌の組合わせではなく、和了の状況により成立する役を状況役という。
プレイヤー自身の行為により成立する行為役や、偶然の状況により成立する偶然役などに分類される。偶然役は偶発役とも言う。
行為役の例
- 門前清自摸和
- 立直

偶然役の例
- 嶺上開花
- 搶槓
- 海底摸月
- 河底撈魚
- 一発
- ダブル立直
- 天和
- 地和

その他の状況役
- 流し満貫

### 手役
手牌の組合わせで成立する役を手役と言う。

#### 刻子役と順子役
刻子の成立を主な条件とする役を刻子役、順子の組合わせを主な条件とする役を順子役という。
| 刻子役の例 - 役牌（飜牌） - 三暗刻 - 対々和 - 混老頭 - 四暗刻 - 清老頭 | 順子役の例 - 平和 - 一盃口 - 三色同順 - 一気通貫 - 二盃口 |

#### 部分役と全体役
手牌の一部分のみを条件とする役を部分役、手牌全体の構成を条件とする役を全体役と言う。
| 部分役の例 - 役牌（飜牌） - 一盃口 - 三色同順 - 一気通貫 - 三暗刻 - 小三元 - 大三元 - 小四喜 - 大四喜 | 全体役の例 - 平和 - 断么九 - チャンタ - 純チャン - 対々和 - 混一色 - 清一色 - 混老頭 - 清老頭 - 字一色 - 緑一色 |

### 飜と翻の表記揺れ
「飜」と「翻」は麻雀用語における最も代表的な表記揺れである。以下に2012年5月時点における「飜」と「翻」の使用状況（の一部）を示す。市販のルールブックおよび出版物、オンライン麻雀のルール解説ページ、プロおよびプロ団体等での使用状況である（順不同、ただし出版物については下に行くほど古い）
| 飜を使用 - 東風荘 - 天鳳 - 101競技連盟 - 全国麻雀段位審査会 - 小林立『咲-Saki-』第1巻 2007年 ISBN 4757517823 - 阿佐田哲也『麻雀放浪記』ISBN 4041459516（角川文庫版1991年） - 栗原安行『麻雀教室』1986年 ISBN 4528004364 - 天野大三『新現代ルール』1979年 0076-590868-2368 - 大隈秀夫『マージャン金言集』1974年 0276-00307-2271 - 小島武夫『負けない麻雀 天才プロの実戦指南』1969年 | 翻を使用 - ハンゲーム麻雀4 / ハンゲーム三人麻雀 - セガネットワーク対戦麻雀MJ4 - 麻雀格闘倶楽部7 - 麻雀格闘倶楽部 ultimate version - ロン2（日本プロ麻雀連盟） - 日本プロ麻雀連盟 - 日本プロ麻雀協会 - 麻将連合 - NPO法人日本麻雀連合会 - 須田良規（日本プロ麻雀協会所属） - 天獅子悦也『むこうぶち』第20巻 2007年 ISBN 9784812467251 - 井出洋介監修『麻雀新報知ルール』1997年 ISBN 9784831901187 - 宝島社『麻雀いっぱつ読本』1997年 ISBN 978-4796693097 |
| カタカナで「ハン」または「ファン」 - 日本プロ麻雀棋士会 - 片山まさゆき『勝盛!! オカルト麻雀の逆襲』2004年 ISBN 4812459796 - 嶺岸信明 / 来賀友志『天牌』第13巻 2002年 ISBN 9784537100723 | 翻を使用 - ハンゲーム麻雀4 / ハンゲーム三人麻雀 - セガネットワーク対戦麻雀MJ4 - 麻雀格闘倶楽部7 - 麻雀格闘倶楽部 ultimate version - ロン2（日本プロ麻雀連盟） - 日本プロ麻雀連盟 - 日本プロ麻雀協会 - 麻将連合 - NPO法人日本麻雀連合会 - 須田良規（日本プロ麻雀協会所属） - 天獅子悦也『むこうぶち』第20巻 2007年 ISBN 9784812467251 - 井出洋介監修『麻雀新報知ルール』1997年 ISBN 9784831901187 - 宝島社『麻雀いっぱつ読本』1997年 ISBN 978-4796693097 |
| 飜と翻が混在 - 麻雀最強戦 - 吉行淳之介『麻雀好日』1977年 0095-500388-7904 | 翻を使用 - ハンゲーム麻雀4 / ハンゲーム三人麻雀 - セガネットワーク対戦麻雀MJ4 - 麻雀格闘倶楽部7 - 麻雀格闘倶楽部 ultimate version - ロン2（日本プロ麻雀連盟） - 日本プロ麻雀連盟 - 日本プロ麻雀協会 - 麻将連合 - NPO法人日本麻雀連合会 - 須田良規（日本プロ麻雀協会所属） - 天獅子悦也『むこうぶち』第20巻 2007年 ISBN 9784812467251 - 井出洋介監修『麻雀新報知ルール』1997年 ISBN 9784831901187 - 宝島社『麻雀いっぱつ読本』1997年 ISBN 978-4796693097 |